# Les Rouges-Eaux
Les Rouges-Eaux település Franciaországban, Vosges megyében. Lakosainak száma 79 fő (2022. január 1.). Les Rouges-Eaux Bois-de-Champ, Domfaing, Mortagne és Taintrux községekkel határos.

## Népesség
A település népességének változása:
| Lakosok száma | 87   | 91   | 88   | 88   | 85   | 82   | 80   | 79   |
|               | 2013 | 2015 | 2017 | 2018 | 2019 | 2020 | 2021 | 2022 |